# Katerina Graham
Katerina "Kat" Alexandre Graham (født 5. september 1989) er en amerikansk skuespiller, sanger, model og danser, der har medvirket i en række tv-serier, spillefilm og videoproduktioner.

## Filmografi
- 17 Again (2008)
- The Vampire Diaries (2009-)
- Dance Fu (2011)
- Honey 2 (2011)
- Boogie Town (2012)